# Carta patent
Una carta patent és un document solemne contenint el nomenament d'un funcionari consular amb expressió, en general, del seu nom complet, la seva classe i categoria, així com la circumscripció i seu de l'oficina consular per a la qual és designat.
La carta patent ha de ser lliurada a les autoritats de l'estat receptor. A molts països és expedida i firmada sigui pel cap de l'Estat sigui pel ministre de Relacions Exteriors, i adopta una redacció solemne en la qual després d'enumerar les línies generals de la funció encomanada s'expressa un requeriment a les autoritats de l'Estat receptor perquè permetin l'exercici d'aquesta. El document descrit pot rebre altres nombroses denominacions molt variades en la pràctica.
Tradicionalment, les cartes patents, per assortir efectes de reconeixement de l'Estat receptor, exigien l'anomenat exequatur, acte pel qual l'Estat receptor accepta una carta patent determinada. Actualment, s'ha estès el costum de substituir la carta patent per una simple notificació del nomenament que pot fer-se per qualsevol procediment fidedigne. Les cartes patents exerceixen en l'àmbit consular el mateix paper que tenen les cartes credencials a l'exercici de la funció diplomàtica.